# Ꝃ
K con trazo diagonal (Ꝃ, ꝃ) es una letra del alfabeto latino, derivada de K con la adición de una barra diagonal a través de la pierna.

## Uso
Esta letra se utiliza en textos medievales como abreviatura de calendas, así como de karta y kartam, un documento o escrito. La misma función también podría realizarse con "K con trazo" (Ꝁ, ꝁ), o "K con trazo y trazo diagonal" (Ꝅ, ꝅ).
 

En lengua bretona, esta letra se utiliza, principalmente entre los siglos XV y XX, para abreviar Ker, un prefijo utilizado en los topónimos, similar al galés caer.

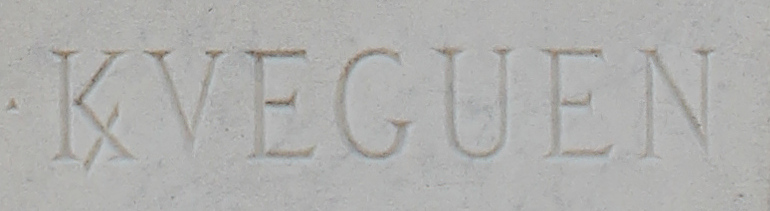
Tumba de Louis-Marie-Gabriel Le Coat de Kerveguen
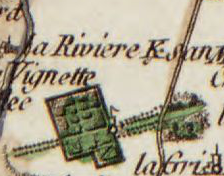
Río Kersan
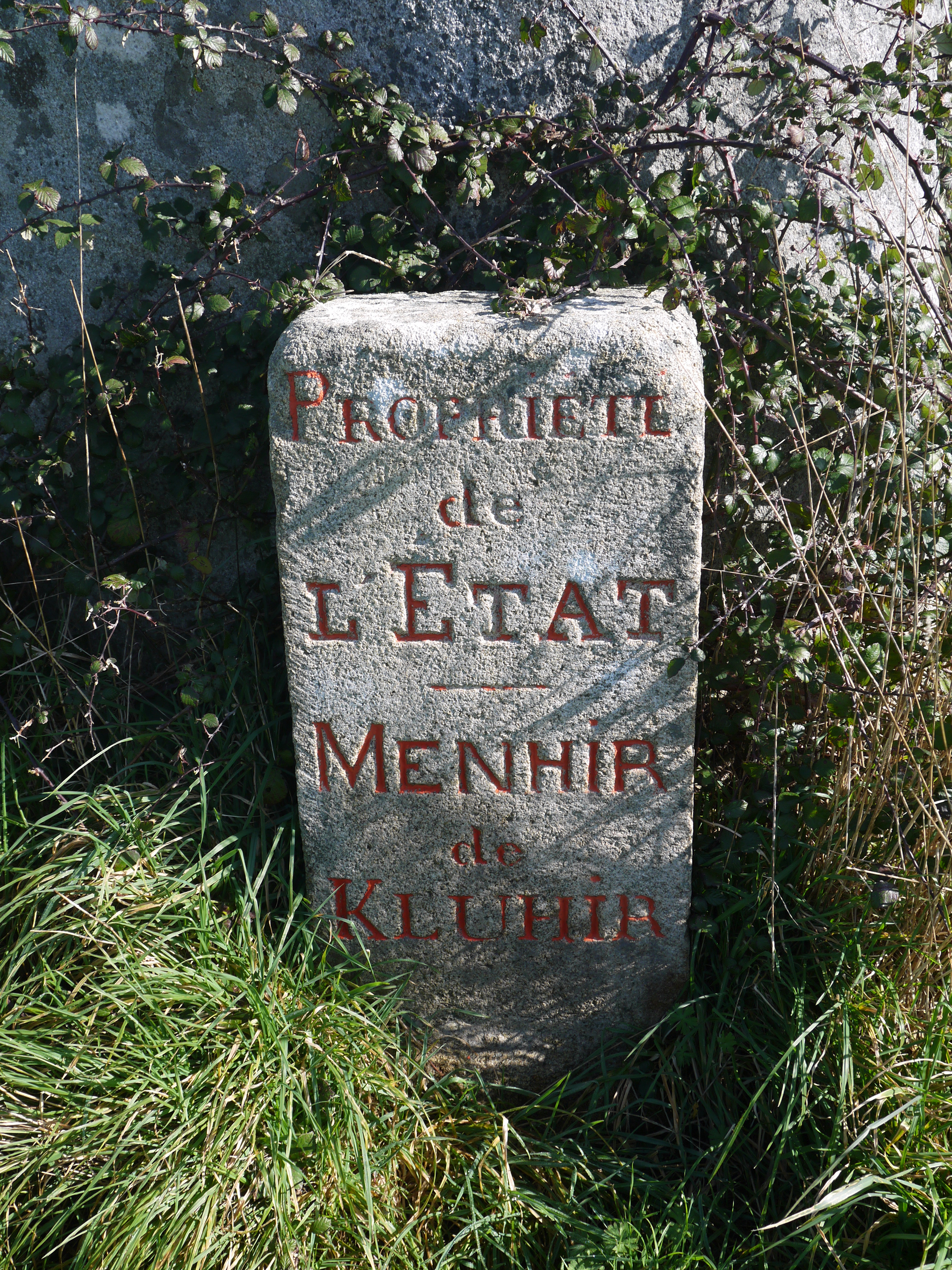
Menhir de Kerluhir
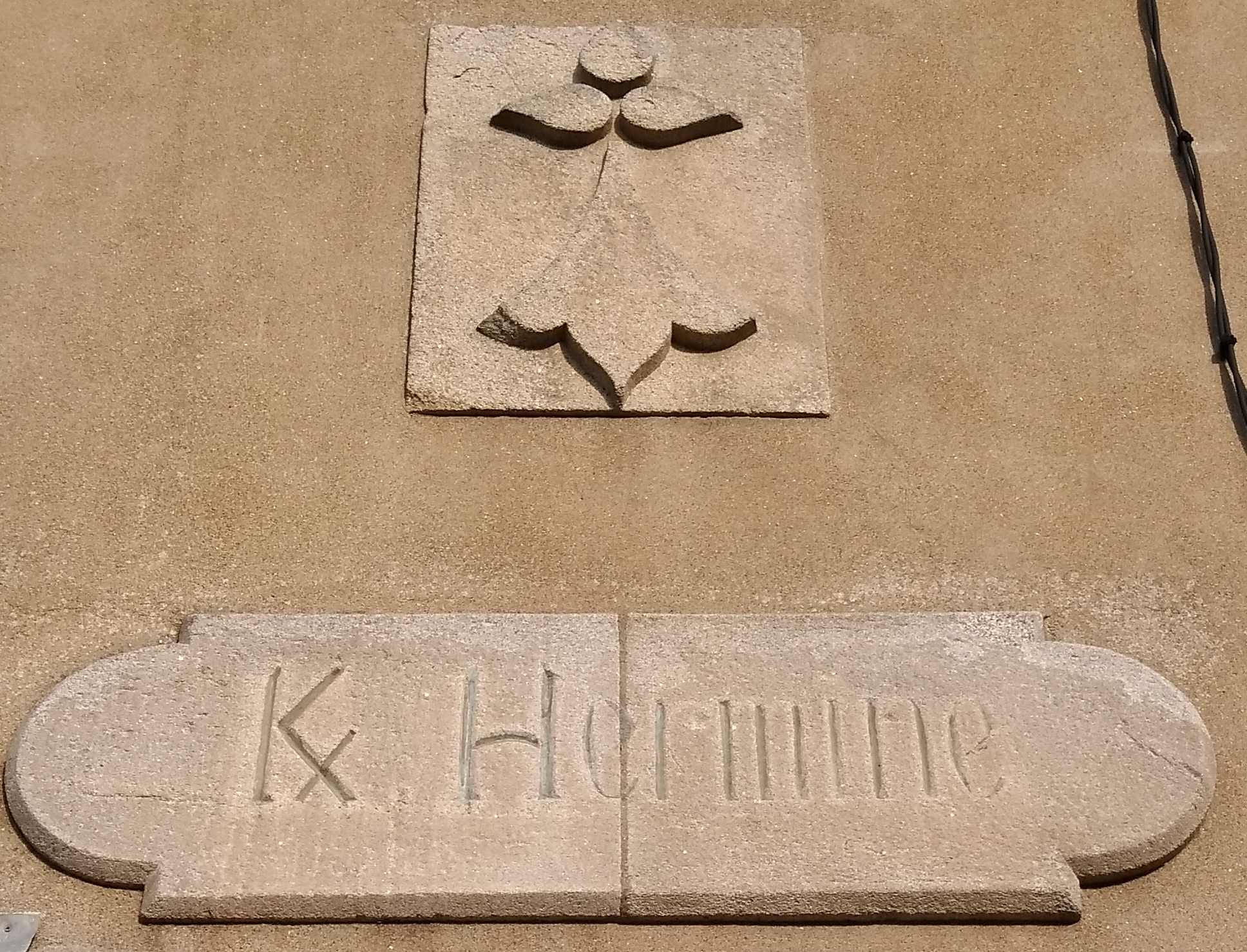
Ker Hermine

## Codificaciones informáticas
La K mayúscula y minúscula con trazo diagonal está codificada en Unicode a partir de la versión 5.1, en los puntos de código U+A742 y U+A743.Puede Puede transliterarse como ⟨K'⟩ o ⟨K/⟩ como en el nombre de Emeline K/Bidi (pronunciación francesa: [kɛʁbidi]), una política francesa de la Reunión con apellido bretón.